# Zgornje Poljčane
Zgornje Poljčane este o localitate din comuna Poljčane, Slovenia, cu o populație de 815 locuitori.